# Svjetsko prvenstvo u atletici 1987.
2. Svjetsko prvenstvo u atletici održano je od 28. kolovoza do 6. rujna 1987. godine u talijanskom glavnom gradu Rimu.

## Tablica medalja
| Mjesto | Država                         | Zlato | Srebro | Bronca | Ukupno |
| ------ | ------------------------------ | ----- | ------ | ------ | ------ |
| 1.     | Njemačka Demokratska Republika | 10    | 11     | 10     | 31     |
| 2.     | SAD                            | 10    | 4      | 6      | 20     |
| 3.     | SSSR                           | 7     | 12     | 6      | 25     |
| 4.     | Bugarska                       | 3     | 0      | 1      | 4      |
| 5.     | Kenija                         | 3     | 0      | 0      | 3      |
| 6.     | Italija                        | 2     | 2      | 1      | 5      |
| 7.     | Ujedinjeno Kraljevstvo         | 1     | 3      | 4      | 8      |
| 8.     | Portugal                       | 1     | 1      | 0      | 2      |
| 9.     | Finska                         | 1     | 0      | 0      | 1      |
| 9.     | Maroko                         | 1     | 0      | 0      | 1      |
| 9.     | Norveška                       | 1     | 0      | 0      | 1      |
| 9.     | Somalija                       | 1     | 0      | 0      | 1      |
| 9.     | Švedska                        | 1     | 0      | 0      | 1      |
| 9.     | Švicarska                      | 1     | 0      | 0      | 1      |
| 15.    | Francuska                      | 0     | 2      | 1      | 3      |
| 16.    | Australija                     | 0     | 2      | 0      | 2      |
| 17.    | Jamajka                        | 0     | 1      | 3      | 4      |
| 18.    | Češka                          | 0     | 1      | 1      | 2      |
| 18.    | Španjolska                     | 0     | 1      | 1      | 2      |
| 18.    | SR Njemačka                    | 0     | 1      | 1      | 2      |
| 18.    | Rumunjska                      | 0     | 1      | 1      | 2      |
| 22.    | Džibuti                        | 0     | 1      | 0      | 1      |
| 22.    | Nigerija                       | 0     | 1      | 0      | 1      |
| 24.    | Kuba                           | 0     | 0      | 2      | 2      |
| 25.    | Belgija                        | 0     | 0      | 1      | 1      |
| 25.    | Brazil                         | 0     | 0      | 1      | 1      |
| 25.    | NR Kina                        | 0     | 0      | 1      | 1      |

## Rezultati

### Trkačke discipline

#### 100 m
| Mjesto | Država                 | Atletičar            | Vrijeme   |
| ------ | ---------------------- | -------------------- | --------- |
| 1.     | SAD                    | Carl Lewis           | 9,93 (WR) |
| 2.     | Jamajka                | Ray Stewart          | 10,08     |
| 3.     | Ujedinjeno Kraljevstvo | Linford Christie     | 10,14     |
| 4.     | Mađarska               | Attila Kovács        | 10,20     |
| 5.     | SSSR                   | Viktor Bryzgin       | 10,25     |
| 6.     | SAD                    | Lee McRae            | 10,34     |
| 7.     | Italija                | Pierfrancesco Pavoni | 16,23     |
| 8.     | Kanada                 | Ben Johnson          | DSQ       |

| Mjesto | Država                         | Atletičarka              | Vrijeme    |
| ------ | ------------------------------ | ------------------------ | ---------- |
| 1.     | Njemačka Demokratska Republika | Silke Gladisch-Möller    | 10,90 (KR) |
| 2.     | Njemačka Demokratska Republika | Heike Daute-Drechsler    | 11,00      |
| 3.     | Jamajka                        | Merlene Ottey            | 11,04      |
| 4.     | SAD                            | Diane Williams           | 11,07      |
| 5.     | Kanada                         | Angella Taylor-Issajenko | 11,09      |
| 6.     | Bugarska                       | Anelia Nuneva            | 11,09      |
| 7.     | Kanada                         | Angela Bailey            | 11,18      |
| 8.     | SAD                            | Pam Marshall             | 11,19      |

#### 200 m
| Mjesto | Država                 | Atletičar               | Vrijeme |
| ------ | ---------------------- | ----------------------- | ------- |
| 1.     | SAD                    | Calvin Smith            | 20,16   |
| 2.     | Francuska              | Gilles Quenéhervé       | 20,16   |
| 3.     | Ujedinjeno Kraljevstvo | John Regis              | 20,18   |
| 4.     | Brazil                 | Robson Caetano da Silva | 20,22   |
| 5.     | SSSR                   | Vladimir Krylov         | 20,23   |
| 6.     | SAD                    | Floyd Heard             | 20,25   |
| 7.     | Italija                | Pierfrancesco Pavoni    | 20,45   |
| 8.     | Kanada                 | Atlee Mahorn            | 20,78   |

| Mjesto | Država                         | Atletičarka              | Vrijeme    |
| ------ | ------------------------------ | ------------------------ | ---------- |
| 1.     | Njemačka Demokratska Republika | Silke Gladisch-Möller    | 21,74 (KR) |
| 2.     | SAD                            | Florence Griffith-Joyner | 21,96      |
| 3.     | Jamajka                        | Merlene Ottey            | 22,06      |
| 4.     | SAD                            | Pam Marshall             | 22,18      |
| 5.     | SAD                            | Gwen Torrence            | 22,40      |
| 6.     | Nigerija                       | Mary Onyali              | 22,52      |
| 7.     | Poljska                        | Ewa Kasprzyk             | 22,52      |
| 8.     | Bugarska                       | Nadejda Gueorguieva      | 22,55      |

#### 400 m
| Mjesto | Država                         | Atletičar         | Vrijeme    |
| ------ | ------------------------------ | ----------------- | ---------- |
| 1.     | Njemačka Demokratska Republika | Thomas Schönlebe  | 44,33 (ER) |
| 2.     | Nigerija                       | Innocent Egbunike | 44,56      |
| 3.     | SAD                            | Harry Reynolds    | 44,80      |
| 4.     | Kuba                           | Roberto Hernández | 44,99      |
| 5.     | Ujedinjeno Kraljevstvo         | Derek Redmond     | 45,06      |
| 6.     | Kenija                         | David Kitur       | 45,34      |
| 7.     | Obala Bjelokosti               | Gabriel Tiacoh    | 46,27      |
| 8.     | SAD                            | Roddie Haley      | 46,77      |

| Mjesto | Država                         | Atletičarka              | Vrijeme |
| ------ | ------------------------------ | ------------------------ | ------- |
| 1.     | SSSR                           | Olga Vladykina-Bryzgina  | 49,38   |
| 2.     | Njemačka Demokratska Republika | Petra Müller-Schersing   | 49,94   |
| 3.     | Njemačka Demokratska Republika | Kirsten Siemon-Emmelmann | 50,20   |
| 4.     | SSSR                           | Maria Pinigina           | 50,53   |
| 5.     | SAD                            | Lillie Leatherwood       | 50,82   |
| 6.     | Kanada                         | Jillian Richardson       | 51,03   |
| 7.     | SAD                            | Diane Dixon              | 51,13   |
| 8.     | SSSR                           | Olga Nazarova            | 51,20   |

#### 800 m
| Mjesto | Država                 | Atletičar         | Vrijeme      |
| ------ | ---------------------- | ----------------- | ------------ |
| 1.     | Kenija                 | Billy Konchellah  | 1.43,06 (KR) |
| 2.     | Ujedinjeno Kraljevstvo | Peter Elliott     | 1.43,41      |
| 3.     | Brazil                 | José Luiz Barbosa | 1.43,76      |
| 4.     | Poljska                | Ryszard Ostrowski | 1.44,59      |
| 5.     | Maroko                 | Faouzi Lahbi      | 1.44,83      |
| 6.     | Kenija                 | Stephen Ole Marai | 1.44,84      |
| 7.     | Jugoslavija            | Slobodan Popovic  | 1.45,07      |
| 8.     | Ujedinjeno Kraljevstvo | Tom McKean        | 1.49,21      |

| Mjesto | Država                         | Atletičarka                 | Vrijeme       |
| ------ | ------------------------------ | --------------------------- | ------------- |
| 1.     | Njemačka Demokratska Republika | Sigrun Wodars               | 1.55,26 (NR)  |
| 2.     | Njemačka Demokratska Republika | Christine Wachtel           | 1.55,32       |
| 3.     | SSSR                           | Ljoebov Goerina             | 1.55,56       |
| 4.     | Kuba                           | Ana Fidelia Quirot          | 1.55,84 (RAm) |
| 5.     | Češka                          | Jarmila Kratochvílová       | 1.57,81       |
| 6.     | Rumunjska                      | Mitica Junghiatu-Constantin | 1.59,66       |
| 7.     | SSSR                           | Nadezjda Olizarenko         | 2.00,28       |
| 8.     | Jugoslavija                    | Slobodanka Čolović          | 2.02,09       |

#### 1 500 m
| Mjesto | Država                         | Atletičar          | Vrijeme |
| ------ | ------------------------------ | ------------------ | ------- |
| 1.     | Somalija                       | Abdi Bile          | 3.36,80 |
| 2.     | Španjolska                     | José Luís Gonzalez | 3.38,03 |
| 3.     | SAD                            | Jim Spivey         | 3.38,82 |
| 4.     | Kenija                         | Joseph Chesire     | 3.39,36 |
| 5.     | Sudan                          | Omer Khalifa       | 3.39,81 |
| 6.     | Njemačka Demokratska Republika | Jens-Peter Herold  | 3.40,14 |
| 7.     | Australija                     | Mike Hillardt      | 3.40,23 |
| 8.     | Ujedinjeno Kraljevstvo         | Steve Cram         | 3.41,19 |

| Mjesto | Država                         | Atletičarka                  | Vrijeme      |
| ------ | ------------------------------ | ---------------------------- | ------------ |
| 1.     | SSSR                           | Tatyana Samolenko-Dorovskikh | 3.58,56 (KR) |
| 2.     | Njemačka Demokratska Republika | Hildegard Körner             | 3.58,67      |
| 3.     | Rumunjska                      | Doina Melinte                | 3.59,27      |
| 4.     | Švicarska                      | Cornelia Bürki               | 3.59,90      |
| 5.     | Njemačka Demokratska Republika | Andrea Lange-Hahmann         | 4.00,63      |
| 6.     | Ujedinjeno Kraljevstvo         | Kirsty Wade                  | 4.01,41      |
| 7.     | SAD                            | Diana Richburg               | 4.01,79      |
| 8.     | Nizozemska                     | Elly van Hulst               | 4.03,63      |

#### 5 000 m / 3 000 m
| Mjesto | Država                 | Atletičar        | Vrijeme  |
| ------ | ---------------------- | ---------------- | -------- |
| 1.     | Maroko                 | Saïd Aouita      | 13.26,44 |
| 2.     | Portugal               | Domingos Castro  | 13.27,59 |
| 3.     | Ujedinjeno Kraljevstvo | Jack Buckner     | 13.27,74 |
| 4.     | Švicarska              | Pierre Délèze    | 13.28,06 |
| 5.     | Belgija                | Vincent Rousseau | 13.28,56 |
| 6.     | Bugarska               | Evgeni Ignatov   | 13.29,68 |
| 7.     | Ujedinjeno Kraljevstvo | Tim Hutchings    | 13.30,01 |
| 8.     | Portugal               | Dionísio Castro  | 13.30,94 |

| Mjesto | Država                         | Atletičarka                  | Vrijeme |
| ------ | ------------------------------ | ---------------------------- | ------- |
| 1.     | SSSR                           | Tatyana Samolenko-Dorovskikh | 8.38,73 |
| 2.     | Rumunjska                      | Maricica Puica               | 8.39,45 |
| 3.     | Njemačka Demokratska Republika | Ulrike Bruns                 | 8.40,30 |
| 4.     | Švicarska                      | Cornelia Bürki               | 8.40,31 |
| 5.     | SSSR                           | Jelena Romanova              | 8.41,33 |
| 6.     | Nizozemska                     | Elly van Hulst               | 8.42,56 |
| 7.     | Ujedinjeno Kraljevstvo         | Yvonne Murray                | 8.43,94 |
| 8.     | Ujedinjeno Kraljevstvo         | Wendy Smith-Sly              | 8.45,85 |

#### 10 000 m
| Mjesto | Država                         | Atletičar           | Vrijeme       |
| ------ | ------------------------------ | ------------------- | ------------- |
| 1.     | Kenija                         | Paul Kipkoech       | 27.38,63 (KR) |
| 2.     | Italija                        | Francesco Panetta   | 27.48,98      |
| 3.     | Njemačka Demokratska Republika | Hansjörg Kunze      | 27.50,37      |
| 4.     | Meksiko                        | Arturo Barrios      | 27.59,66      |
| 5.     | Ujedinjeno Kraljevstvo         | Steve Binns         | 28.03,08      |
| 6.     | Češka                          | Martin Vrabel       | 28.05,59      |
| 7.     | Grčka                          | Spyros Andriopoulos | 28.07,17 (NR) |
| 8.     | SAD                            | Steve Plasencia     | 28.11,38      |

| Mjesto | Država                         | Atletičarka        | Vrijeme  |
| ------ | ------------------------------ | ------------------ | -------- |
| 1.     | Norveška                       | Ingrid Kristiansen | 31.05,85 |
| 2.     | SSSR                           | Yelena Zhupiyeva   | 31.09,40 |
| 3.     | Njemačka Demokratska Republika | Kathrin Ullrich    | 31.11,34 |
| 4.     | SSSR                           | Olga Bondarenko    | 31.18,38 |
| 5.     | Ujedinjeno Kraljevstvo         | Liz Lynch-McColgan | 31.19,82 |
| 6.     | SAD                            | Lynn Jennings      | 31.45,43 |
| 7.     | Portugal                       | Albertina Machado  | 31.46,61 |
| 8.     | NR Kina                        | Wang Xiuting       | 31.48,88 |

#### Maraton
| Mjesto | Država                 | Atletičar         | Vrijeme |
| ------ | ---------------------- | ----------------- | ------- |
| 1.     | Kenija                 | Douglas Wakiihuri | 2:11.48 |
| 2.     | Džibuti                | Ahmed Salah       | 2:12.30 |
| 3.     | Italija                | Gelindo Bordin    | 2:12.40 |
| 4.     | Australija             | Steve Moneghetti  | 2:12.49 |
| 5.     | Ujedinjeno Kraljevstvo | Hugh Jones        | 2:12.54 |
| 6.     | Tanzanija              | Juma Ikangaa      | 2:13.43 |
| 7.     | Italija                | Orlando Pizzolato | 2:14.03 |
| 8.     | SSSR                   | Ravil Kashapov    | 2:14.41 |

| Mjesto | Država    | Atletičarka            | Vrijeme      |
| ------ | --------- | ---------------------- | ------------ |
| 1.     | Portugal  | Rosa Mota              | 2:25.17 (KR) |
| 2.     | SSSR      | Zoya Ivanova           | 2:32.38      |
| 3.     | Francuska | Jocelyne Villeton      | 2:32.53      |
| 4.     | Norveška  | Bente Moe              | 2:33.21      |
| 5.     | SSSR      | Yelena Tsukhlo         | 2:33.55      |
| 6.     | SSSR      | Yekaterina Khramenkova | 2:34.23      |
| 7.     | SAD       | Nancy Ditz             | 2:34.54      |
| 8.     | Finska    | Sinikka Keskitalo      | 2:35.16      |

#### 20 km / 10 km brzo hodanje
| Mjesto | Država     | Atletičar         | Vrijeme      |
| ------ | ---------- | ----------------- | ------------ |
| 1.     | Italija    | Maurizio Damilano | 1:20.45 (KR) |
| 2.     | Češka      | Jozef Pribilinec  | 1:21.07      |
| 3.     | Španjolska | José Marín        | 1:21.24      |
| 4.     | SSSR       | Viktor Mostovik   | 1:21.53      |
| 5.     | Italija    | Carlo Mattioli    | 1:22.53      |
| 6.     | Češka      | Roman Mrazek      | 1:23.01      |
| 7.     | Francuska  | Jean-Claude Corre | 1:23.38      |
| 8.     | Kolumbija  | Querubín Moreno   | 1:23.42      |

| Mjesto | Država     | Atletičarka       | Vrijeme    |
| ------ | ---------- | ----------------- | ---------- |
| 1.     | SSSR       | Irina Strakhova   | 44.12 (KR) |
| 2.     | Australija | Kerry Saxby-Junna | 44.23      |
| 3.     | NR Kina    | Hong Yan          | 44.42      |
| 4.     | Španjolska | Mari Cruz Diaz    | 44.48      |
| 5.     | SSSR       | Jelena Nikolajeva | 44.54      |
| 6.     | Švedska    | Monica Gunnarsson | 45.09      |
| 7.     | NR Kina    | Bingjie Jin       | 45.24      |
| 8.     | Kanada     | Ann Peel          | 45.27      |

#### 50 km brzo hodanje
| Mjesto | Država                         | Atletičar            | Vrijeme      |
| ------ | ------------------------------ | -------------------- | ------------ |
| 1.     | Njemačka Demokratska Republika | Hartwig Gauder       | 3:40.53 (KR) |
| 2.     | Njemačka Demokratska Republika | Ronald Weigel        | 3:41.30      |
| 3.     | SSSR                           | Vjatsjeslav Ivanenko | 3:44.02      |
| 4.     | Italija                        | Raffaello Ducceschi  | 3:47.49      |
| 5.     | Meksiko                        | Martín Bermúdez      | 3:48.27      |
| 6.     | Italija                        | Sandro Bellucci      | 3:48.52      |
| 7.     | Češka                          | Pavol Szikora        | 3:49.44      |
| 8.     | Meksiko                        | Arturo Bravo         | 3:52.08      |

#### 110 m / 100 m s preponama
| Mjesto | Država                 | Atletičar        | Vrijeme |
| ------ | ---------------------- | ---------------- | ------- |
| 1.     | SAD                    | Greg Foster      | 13,21   |
| 2.     | Ujedinjeno Kraljevstvo | Jonathan Ridgeon | 13,29   |
| 3.     | Ujedinjeno Kraljevstvo | Colin Jackson    | 13,38   |
| 4.     | SAD                    | Jack Pierce      | 13,41   |
| 5.     | SSSR                   | Igors Kazanovs   | 13,48   |
| 6.     | Španjolska             | Carlos Sala      | 13,55   |
| 7.     | Kanada                 | Mark McKoy       | 13,71   |
| 8.     | Finska                 | Arto Bryggare    | DNS     |

| Mjesto | Država                         | Atletičarka                  | Vrijeme    |
| ------ | ------------------------------ | ---------------------------- | ---------- |
| 1.     | Bugarska                       | Ginka Zagorcheva             | 12,34 (KR) |
| 2.     | Njemačka Demokratska Republika | Gloria Uibel-Siebert         | 12,44      |
| 3.     | Njemačka Demokratska Republika | Cornelia Riefstahl-Oschkenat | 12,46      |
| 4.     | Bugarska                       | Jordanka Donkova             | 12,49      |
| 5.     | Francuska                      | Anne Piquereau               | 12,82      |
| 6.     | Francuska                      | Laurence Elloy-Machabey      | 12,83      |
| 7.     | SR Njemačka                    | Claudia Zaczkiewicz          | 12,98      |
| 8.     | SAD                            | LaVonna Martin-Floreal       | 13,06      |

#### 400 m s preponama
| Mjesto | Država                 | Atletičar     | Vrijeme    |
| ------ | ---------------------- | ------------- | ---------- |
| 1.     | SAD                    | Edwin Moses   | 47,46 (KR) |
| 2.     | SAD                    | Danny Harris  | 47,48      |
| 3.     | SR Njemačka            | Harald Schmid | 47,48 (ER) |
| 4.     | Švedska                | Sven Nylander | 48,37      |
| 5.     | Senegal                | Amadou Dia Ba | 48,37      |
| 6.     | Nigerija               | Henry Amike   | 48,63      |
| 7.     | Ujedinjeno Kraljevstvo | Kriss Akabusi | 48,74      |
| 8.     | Španjolska             | José Alonso   | 49,46      |

| Mjesto | Država                         | Atletičarka                | Vrijeme    |
| ------ | ------------------------------ | -------------------------- | ---------- |
| 1.     | Njemačka Demokratska Republika | Sabine Busch               | 53,62 (KR) |
| 2.     | Australija                     | Debbie Flintoff-King       | 54,19      |
| 3.     | Njemačka Demokratska Republika | Cornelia Feuerbach-Ullrich | 54,31      |
| 4.     | Jamajka                        | Sandra Farmer-Patrick      | 54,38      |
| 5.     | Finska                         | Tuija Helander-Kuusisto    | 54,62      |
| 6.     | SSSR                           | Anna Ambraziene            | 55,68      |
| 7.     | SAD                            | Schowonda Williams         | 55,86      |
| 8.     | SAD                            | Judi Brown-King            | 56,10      |

#### 3 000 m s preponama
| Mjesto | Država                         | Atletičar         | Vrijeme      |
| ------ | ------------------------------ | ----------------- | ------------ |
| 1.     | Italija                        | Francesco Panetta | 8.08,57 (KR) |
| 2.     | Njemačka Demokratska Republika | Hagen Melzer      | 8.10,32      |
| 3.     | Belgija                        | William Van Dijck | 8.12,18      |
| 4.     | SAD                            | Brian Diemer      | 8.14,46      |
| 5.     | Kanada                         | Graeme Fell       | 8.16,46      |
| 6.     | SAD                            | Henry Marsh       | 8.17,78      |
| 7.     | Kenija                         | Peter Koech       | 8.20,08      |
| 8.     | Kenija                         | Patrick Sang      | 8.20,45      |

#### 4x100 m štafeta
| Mjesto | Država      | Atletičari                                                           | Vrijeme    |
| ------ | ----------- | -------------------------------------------------------------------- | ---------- |
| 1.     | SAD         | Lee McRae Lee McNeill Harvey Glance Carl Lewis                       | 37,90      |
| 2.     | SSSR        | Aleksandr Yevgenyev Viktor Bryzgin Vladimir Muravyov Wladimir Krylow | 38,02 (ER) |
| 3.     | Jamajka     | John Mair Andrew Smith Clive Wright Ray Stewart                      | 38,41      |
| 4.     | Kanada      | Ben Johnson Atlee Mahorn Desai Williams Mike Dwyer                   | 38,47      |
| 5.     | SR Njemačka | Fritz Heer Volker Westhagemann Christian Haas Norbert Dobeleit       | 38,73      |
| 6.     | Mađarska    | István Nagy László Karaffa István Tatár Attila Kovács                | 39,04      |
| 7.     | Italija     | Ezio Madona Domenico Gorla Paolo Catalano Pierfrancesco Pavoni       | 39,62      |
| 8.     | NR Kina     | Li Tao Cai Jianming Li Feng Zheng Chen                               | 39,93      |

| Mjesto | Država                         | Atletičarke                                                                      | Vrijeme    |
| ------ | ------------------------------ | -------------------------------------------------------------------------------- | ---------- |
| 1.     | SAD                            | Alice Brown Diane Williams Florence Griffith-Joyner Pam Marshall                 | 41,58 (KR) |
| 2.     | Njemačka Demokratska Republika | Silke Gladisch-Möller Cornelia Riefstahl-Oschkenat Kerstin Behrendt Marlies Göhr | 41,95      |
| 3.     | SSSR                           | Irina Slyusar Natalya Pomoshchnikova Natalya German Olga Antonowa                | 42,33      |
| 4.     | Bugarska                       | Ginka Zagorcheva Anelia Nuneva Nadezhda Georgieva Valya Demirewa                 | 42,71      |
| 5.     | SR Njemačka                    | Silke-Beate Knoll Ulrike Sarvari Andrea Thomas Ute Thimm                         | 43,20      |
| 6.     | Kanada                         | Angela Bailey Angela Phipps Angella Taylor-Issajenko Keturah Anderson            | 43,26      |
| 7.     | Kuba                           | Eusebia Riquelme Aliuska López Susana Armenteros Liliana Allen                   | 43,66      |
| 8.     | Francuska                      | Françoise Leroux Marie-Christine Cazier Laurence Bily Muriel Leroy               | 43,75      |

#### 4x400 m štafeta
| Mjesto | Država                 | Atletičari                                                           | Vrijeme      |
| ------ | ---------------------- | -------------------------------------------------------------------- | ------------ |
| 1.     | SAD                    | Danny Everett Roddie Haley Antonio McKay Harry Reynolds              | 2.57,29 (KR) |
| 2.     | Ujedinjeno Kraljevstvo | Derek Redmond Kriss Akabusi Roger Black Philip Brown                 | 2.58,86 (ER) |
| 3.     | Kuba                   | Leandro Peñalver Agustin Pavo Lazaro Martínez Roberto Hernández      | 2.59,16 (NR) |
| 4.     | SR Njemačka            | Norbert Dobeleit Mark Henrich Edgar Itt Harald Schmid                | 2.59,96 (NR) |
| 5.     | Kenija                 | Joseph Sainah John Anzrah Elijah Bitok David Kitur                   | 3.01,67      |
| 6.     | Jamajka                | Mark Senior Devon Morris Winthrop Graham Bertland Cameron            | 3.04,53      |
| 7.     | SSSR                   | Yevgeniy Lomtyev Vladimir Prosin Aleksandr Kurochkin Vladimir Krylov | DNF          |
| 8.     | Nigerija               | Moses Ugbisie Joseph Falaye Henry Amike Innocent Egbunike            | DNS          |

| Mjesto | Država                         | Atletičarke                                                                         | Vrijeme      |
| ------ | ------------------------------ | ----------------------------------------------------------------------------------- | ------------ |
| 1.     | Njemačka Demokratska Republika | Dagmar Rübsam-Neubauer Kirsten Siemon-Emmelmann Petra Müller-Schersing Sabine Busch | 3.18,63 (KR) |
| 2.     | SSSR                           | Aelita Yurchenko Olga Nazarova Maria Pinigina Olga Bryzgina                         | 3.19,50      |
| 3.     | SAD                            | Diane Dixon Denean Howard-Hill Valerie Brisco-Hooks Lillie Leatherwood              | 3.21,04      |
| 4.     | Kanada                         | Charmaine Crooks Molly Killingbeck Marita Payne-Wiggins Jillian Richardson          | 3.24"        |
| 5.     | SR Njemačka                    | Ute Thimm Helga Arendt Gudrun Abt Gisela Kinzel                                     | 3.24,94      |
| 6.     | Jamajka                        | Cathy Rattray-Williams Sandra Farmer-Patrick Ilrey Oliver Sandie Richards           | 3.27,51      |
| 7.     | Francuska                      | Nathalie Simon Nadine Debois Hélène Huart Fabienne Ficher                           | 3.27,60      |
| 8.     | Bugarska                       | Tsvetanka Ilieva Rositsa Stamenova Pepa Pavlova Juliana Marinowa                    | 3.30,24      |

### Skakačke discipline

#### Skok u vis
| Mjesto | Država      | Atletičar         | Visina      |
| ------ | ----------- | ----------------- | ----------- |
| 1.     | Švedska     | Patrik Sjöberg    | 2,38 m (KR) |
| 2.     | SSSR        | Igor Paklin       | 2,38 m (KR) |
| 2.     | SSSR        | Gennadi Avdejenko | 2,38 m (KR) |
| 4.     | SR Njemačka | Dietmar Mögenburg | 2,35 m      |
| 5.     | Bermudi     | Clarence Saunders | 2,32 m      |
| 6.     | Rumunjska   | Sorin Matei       | 2,32 m      |
| 7.     | Češka       | Ján Zvara         | 2,32 m      |
| 8.     | SR Njemačka | Carlo Thränhardt  | 2,29 m      |

| Mjesto | Država                         | Atletičarka            | Visina      |
| ------ | ------------------------------ | ---------------------- | ----------- |
| 1.     | Bugarska                       | Stefka Kostadinova     | 2,09 m (WR) |
| 2.     | SSSR                           | Tamara Bikova          | 2,04 m      |
| 3.     | Njemačka Demokratska Republika | Susanne Helm-Beyer     | 1,99 m      |
| 4.     | Kuba                           | Silvia Costa           | 1,96 m      |
| 5.     | SSSR                           | Larisa Kositsyna       | 1,96 m      |
| 6.     | SR Njemačka                    | Heike Henkel           | 1,96 m      |
| 7.     | Bugarska                       | Svetlana Isaeva-Leseva | 1,93 m      |
| 8.     | SAD                            | Louise Ritter          | 1,93 m      |

#### Skok u dalj
| Mjesto | Država                         | Atletičar            | Duljina     |
| ------ | ------------------------------ | -------------------- | ----------- |
| 1.     | SAD                            | Carl Lewis           | 8,67 m (KR) |
| 2.     | SSSR                           | Robert Emmijan       | 8,53 m      |
| 3.     | SAD                            | Larry Myricks        | 8,33 m      |
| 4.     | Italija                        | Giovanni Evangelisti | 8,19 m      |
| 5.     | Njemačka Demokratska Republika | Jens Hirschberg      | 8,16 m      |
| 6.     | Kuba                           | Jaime Jefferson      | 8,14 m      |
| 7.     | Bugarska                       | Vladimir Amidzhinov  | 8,11 m      |
| 8.     | SAD                            | Mike Conley          | 8,10 m      |

| Mjesto | Država                         | Atletičarka           | Duljina     |
| ------ | ------------------------------ | --------------------- | ----------- |
| 1.     | SAD                            | Jackie Joyner-Kersee  | 7,36 m (KR) |
| 2.     | SSSR                           | Yelena Belevskaya     | 7,14 m      |
| 3.     | Njemačka Demokratska Republika | Heike Daute-Drechsler | 7,13 m      |
| 4.     | Njemačka Demokratska Republika | Helga Radtke          | 7,01 m      |
| 5.     | SSSR                           | Galina Tsjistjakova   | 6,99 m      |
| 6.     | SSSR                           | Irina Valyukevich     | 6,89 m      |
| 7.     | SAD                            | Jennifer Inniss       | 6,80 m      |
| 8.     | Australija                     | Nicole Boegman        | 6,63 m      |

#### Skok s motkom
| Mjesto | Država    | Atletičar        | Visina      |
| ------ | --------- | ---------------- | ----------- |
| 1.     | SSSR      | Sergej Bubka     | 5,85 m (KR) |
| 2.     | Francuska | Thierry Vigneron | 5,80 m      |
| 3.     | SSSR      | Rodion Gataullin | 5,80 m      |
| 4.     | Poljska   | Marian Kolasa    | 5,80 m      |
| 5.     | SAD       | Earl Bell        | 5,70 m      |
| 5.     | Bugarska  | Nikolay Nikolov  | 5,70 m      |
| 7.     | Bugarska  | Delko Lesev      | 5,60 m      |
| 8.     | Bugarska  | Atanas Tarev     | 5,60 m      |

#### Troskok
| Mjesto | Država      | Atletičar           | Duljina      |
| ------ | ----------- | ------------------- | ------------ |
| 1.     | Bugarska    | Khristo Markov      | 17,92 m (KR) |
| 2.     | SAD         | Mike Conley         | 17,67 m      |
| 3.     | SSSR        | Oleg Sakirkin       | 17,43 m      |
| 4.     | SSSR        | Aleksandr Kovalenko | 17,38 m      |
| 5.     | Poljska     | Jacek Pastusinski   | 17,35 m      |
| 6.     | Nigerija    | Joseph Taiwo        | 17,29 m      |
| 7.     | SR Njemačka | Peter Bouschen      | 17,26 m      |
| 8.     | SSSR        | Oleg Protsenko      | 17,23 m      |

### Bacačke discipline

#### Bacanje koplja
| Mjesto | Država                 | Atletičar          | Duljina      |
| ------ | ---------------------- | ------------------ | ------------ |
| 1.     | Finska                 | Seppo Räty         | 83,54 m (KR) |
| 2.     | SSSR                   | Viktor Yevsyukov   | 82,52 m      |
| 3.     | Češka                  | Jan Zelezny        | 82,20 m      |
| 4.     | SAD                    | Tom Petranoff      | 81,28 m      |
| 5.     | SSSR                   | Lev Shatilo        | 81,02 m      |
| 6.     | Japan                  | Kazuhiro Mizoguchi | 80,24 m      |
| 7.     | Ujedinjeno Kraljevstvo | Mick Hill          | 79,66 m      |
| 8.     | Švedska                | Dag Wennlund       | 78,40 m      |

| Mjesto | Država                         | Atletičarka                      | Duljina      |
| ------ | ------------------------------ | -------------------------------- | ------------ |
| 1.     | Ujedinjeno Kraljevstvo         | Fatima Whitbread                 | 76,64 m (KR) |
| 2.     | Njemačka Demokratska Republika | Petra Felke-Meier                | 71,76 m      |
| 3.     | SR Njemačka                    | Beate Peters                     | 68,82 m      |
| 4.     | Ujedinjeno Kraljevstvo         | Tessa Sanderson                  | 67,54 m      |
| 5.     | Njemačka Demokratska Republika | Susanne Jung                     | 67,46 m      |
| 6.     | Finska                         | Tiina Lillak                     | 66,82 m      |
| 7.     | SSSR                           | Natalya Kolenchukova-Yermolovich | 65,52 m      |
| 8.     | Kuba                           | Ivonne Leal                      | 64,90 m      |

#### Bacanje diska
| Mjesto | Država                         | Atletičar          | Duljina      |
| ------ | ------------------------------ | ------------------ | ------------ |
| 1.     | Njemačka Demokratska Republika | Jürgen Schult      | 68,74 m (KR) |
| 2.     | SAD                            | John Powell        | 66,22 m      |
| 3.     | Kuba                           | Luis Delís         | 66,02 m      |
| 4.     | SR Njemačka                    | Rolf Danneberg     | 65,96 m      |
| 5.     | SSSR                           | Vladimir Zinchenko | 65,60 m      |
| 6.     | SSSR                           | Romas Ubartas      | 65,50 m      |
| 7.     | Češka                          | Imrich Bugár       | 65,32 m      |
| 8.     | SSSR                           | Vaclavas Kidykas   | 63,64 m      |

| Mjesto | Država                         | Atletičarka             | Duljina      |
| ------ | ------------------------------ | ----------------------- | ------------ |
| 1.     | Njemačka Demokratska Republika | Martina Hellmann        | 71,62 m (KR) |
| 2.     | Njemačka Demokratska Republika | Diana Sachse-Gansky     | 70,12 m      |
| 3.     | Bugarska                       | Tsvetanka Khristova     | 68,82 m      |
| 4.     | Njemačka Demokratska Republika | Ilke Wyludda            | 68,20 m      |
| 5.     | Bugarska                       | Svetla Mitkova-Sinirtas | 66,58 m      |
| 6.     | Češka                          | Zdenka Šilhavá          | 64,82 m      |
| 7.     | SSSR                           | Larisa Mikhalchenko     | 64,72 m      |
| 8.     | Rumunjska                      | Mariana Lengyel         | 62,30 m      |

#### Bacanje kugle
| Mjesto | Država                         | Atletičar         | Duljina      |
| ------ | ------------------------------ | ----------------- | ------------ |
| 1.     | Švicarska                      | Werner Günthör    | 22,23 m (KR) |
| 2.     | Italija                        | Alessandro Andrei | 21,88 m      |
| 3.     | SAD                            | John Brenner      | 21,75 m      |
| 4.     | Češka                          | Remigius Machura  | 21,39 m      |
| 5.     | Njemačka Demokratska Republika | Ulf Timmermann    | 21,35 m      |
| 6.     | Njemačka Demokratska Republika | Udo Beyer         | 21,13 m      |
| 7.     | Austrija                       | Klaus Bodenmüller | 20,41 m      |
| 8.     | SSSR                           | Sergey Gavryushin | 20,15 m      |

| Mjesto | Država                         | Atletičarka        | Duljina      |
| ------ | ------------------------------ | ------------------ | ------------ |
| 1.     | SSSR                           | Natalja Lisovskaja | 21,24 m (KR) |
| 2.     | Njemačka Demokratska Republika | Kathrin Neimke     | 21,21 m      |
| 3.     | Njemačka Demokratska Republika | Ines Müller        | 20,76 m      |
| 4.     | SR Njemačka                    | Claudia Losch      | 20,73 m      |
| 5.     | SSSR                           | Natalya Akhrimenko | 20,68 m      |
| 6.     | Njemačka Demokratska Republika | Heike Hartwig      | 20,63 m      |
| 7.     | NR Kina                        | Li Meisu           | 20,43 m      |
| 8.     | Češka                          | Helena Fibingerová | 20,29 m      |

#### Bacanje kladiva
| Mjesto | Država                         | Atletičar        | Duljina      |
| ------ | ------------------------------ | ---------------- | ------------ |
| 1.     | SSSR                           | Sergej Litvinov  | 83,06 m (KR) |
| 2.     | SSSR                           | Juri Tamm        | 80,84 m      |
| 3.     | Njemačka Demokratska Republika | Ralf Haber       | 80,76 m      |
| 4.     | SR Njemačka                    | Christoph Sahner | 80,58 m      |
| 5.     | SSSR                           | Igor Nikulin     | 80,18 m      |
| 6.     | SR Njemačka                    | Heinz Weis       | 80,18 m      |
| 7.     | Mađarska                       | Tibor Gécsek     | 77,56 m      |
| 8.     | Bugarska                       | Plamen Minev     | 77,06 m      |

### Višeboj

#### Desetoboj / Sedmoboj
| Mjesto | Država                         | Atletičar          | Bodovi |
| ------ | ------------------------------ | ------------------ | ------ |
| 1.     | Njemačka Demokratska Republika | Torsten Voss       | 8680   |
| 2.     | SR Njemačka                    | Siegfried Wentz    | 8461   |
| 3.     | SSSR                           | Pavel Tarnavetskiy | 8375   |
| 4.     | Francuska                      | Christian Plaziat  | 8307   |
| 5.     | Njemačka Demokratska Republika | Christian Schenk   | 8304   |
| 6.     | Novi Zeland                    | Simon Poelman      | 8296   |
| 7.     | Francuska                      | Alain Blondel      | 8178   |
| 8.     | SSSR                           | Aleksandr Nevskiy  | 8174   |

| Mjesto | Država                         | Atletičarka                  | Bodovi    |
| ------ | ------------------------------ | ---------------------------- | --------- |
| 1.     | SAD                            | Jackie Joyner-Kersee         | 7128 (KR) |
| 2.     | SSSR                           | Larisa Nikitina-Turchinskaya | 6564      |
| 3.     | SAD                            | Jane Frederick               | 6502      |
| 4.     | Njemačka Demokratska Republika | Anke Vater-Behmer            | 6460      |
| 5.     | Rumunjska                      | Liliana Nastase              | 6325      |
| 6.     | Njemačka Demokratska Republika | Marion Reichelt              | 6296      |
| 7.     | SSSR                           | Marianna Maslennikova        | 6228      |
| 8.     | NR Kina                        | Yuqing Zhu                   | 6211 (AS) |

## Značenje kratica
- WR: Svjetski rekord
- KR: Rekord prvenstava
- NR: Nacionalni rekord
- ER: Europski rekord
- AF: Afrički rekord
- AS: Azijski rekord
- OC: Oceanijski rekord
- DSQ: Diskvalifikacija

## Vanjske poveznice
- IAAF-ovi službeni rezultati  Arhivirana inačica izvorne stranice od 12. prosinca 2004. (Wayback Machine)